# 난쟁이들 (뮤지컬)
《난쟁이들》은 2015년에 초연된 대한민국의 뮤지컬 작품이다.

## 개요

### 등장인물
- 찰리: 답답한 현실에서 벗어나 인생역전을 꿈꾸는 동화나라의 평범한 난쟁이.
- 빅: 백설공주와 일곱 난쟁이 중, 일곱 번째 난쟁이로 나이가 들어 죽을 날만 기다리다 죽기 전에 남 몰래 좋아했던 백설공주를 다시 만나보기 위해 찰리와 함께 모험을 시작한다.
- 백설공주: 공주로 태어나 주위의 많은 기대 속에서 자랐지만, 왕자와 결혼하고 뒤늦게 자신이 진짜로 원하는 게 뭔지 깨닫게 된 여자.
- 인어공주: 사랑에 배신 받고 자신을 인생의 낙오자라고 자책하며 살아가는 여자.
- 신데렐라: 신분상승을 목표로 꿈에 그리던 왕자와 만나 결혼하지만, 아직 만족하지 못한 채 더 나은 상대를 찾기 위해 무도회에 참가하는 야망 있는 여자.
- 왕자 1,2,3: 늘 엘리트 귀족집안인 그들만의 세상에 사는 허세 많은 왕자들이지만 보기와 달리 감수성이 풍부하다.

### 내용
왕자와 공주들이 살고 있는 동화나라의 난쟁이마을에 살고 있는 찰리는 다른 난쟁이들처럼 현실에 안주하는 삶을 원치 않는다. 난쟁이마을에서 벗어나 멋지게 살고 싶어 하는 찰리는 마침 동화나라에서 무도회가 열린다는 소식을 듣고 새로운 동화의 주인공을 꿈꾸며 떠나려 한다. 몰래 떠나려던 찰리를 본 빅은 찰리를 막으려 하지만 오랫동안 백설공주를 그리워했던 빅은 결국 찰리와 함께 떠난다.
그들은 신데렐라를 공주로 만들어준 마녀를 찾아가서 왕자로 만들어 달라 했지만 마녀는 거절을 했다. 그러나 그들은 포기 하지 않았고 마침내 마법으로 왕자가 되어 무도회가 열리는 성으로 가게 된다.

### 넘버
- 해피엔딩
- 우린 난쟁이
- 공주만 만나면 (뮤직드라마)
- 돈을 쓰면 마법이 일어난단다
- 확인해
- 넣어줘
- 이렇게? 이렇게!
- 끼리끼리 (MV)
- 백설공주와 난쟁이
- 이게 나야
- 오래 전 일이야
- 그래서 네가...
- 종을 울려
- 해피엔딩(reprise) (뮤직드라마)

## 출연진

### 2015년 초연
충무아트홀 중극장 블랙 (2015년2월27일~4월26일)
- 찰리: 정동화 (네이버 인물정보), 조형균
- 빅: 진선규, 최호중
- 백설공주: 최유하
- 인어공주: 백은혜
- 신데렐라: 전역산 (네이버 인물정보)
- 왕자1: 우찬
- 왕자2: 전역산
- 왕자3: 송광일

### 2016년 재연 1차
대학로 TOM 1관 (2016년1월26일~4월10일)
- 찰리: 정동화, 조형균
- 빅: 원종환, 최호중
- 백설공주: 최유하, 신의정
- 인어공주: 유연, 백은혜
- 신데렐라: 전역산
- 왕자1: 우찬
- 왕자2: 전역산
- 왕자3: 송광일

### 2016년 재연 2차
대학로 TOM 1관 (2016년4월12일~6월26일)
- 찰리: 김종구, 정욱진, 송유택
- 빅: 원종환, 강정우
- 백설공주: 최유하, 신의정, 하현지
- 인어공주: 유연, 김미려
- 신데렐라: 전역산, 우지원
- 왕자1: 양승리
- 왕자2: 전역산, 우지원
- 왕자3: 박정민

## 수상
- 2013 뮤지컬하우스 블랙앤블루 개발지원작
- 제3회 예그린앙코르 최우수 작품 선정작
- 2015 창작뮤지컬 우수재공연 제작지원 선정작